# Třída Al-Aziz
Třída Al-Aziz je třída fregat egyptského námořnictva, patřící rodiny válečných lodí typu MEKO, původně navržené německou loděnicí Blohm + Voss. V této typové řadě je třída označena právě jako MEKO A-200EN. Jedná se o plavidla příbuzná jihoafrické třídě Valour a alžírské třídě Erradii. Prototypová jednotka byla do služby přijata roku 2022. Třída Al-Aziz je prvním uživatelem nové generace protiletadlových střel MICA NG.

## Stavba
V září 2018 Egypt objednal stavbu čtyř fregat typu MEKO A-200EN od německého koncernu ThyssenKrupp Marine Systems. Výroba prvních tří fregat byla staví subdodavatelsky pro německé loděnice Stahlbau Nord (SBN, součást německého koncernu Heinrich Rönner Gruppe) v Bremerhavenu a poslední čtvrté egyptské loděnici Alexandria Shipyard v Alexandrii. První řezání oceli na prototypovou jednotku Al-Aziz (904) proběhlo v září 2019 a kýl plavidla byl založen v dubnu 2021. Čtvrtá fregata Al-Jabbar (910) byla na vodu spuštěna 4. prosince 2023 v loděnici Alexandria Shipyard. Ceremoniál proběhl v rámci zbrojního veletrhu EDEX 2023.
Jednotky třídy Al-Aziz:
| Jméno           | Loděnice            | Založení kýlu | Spuštěna         | Vstup do služby   | Status    |
| --------------- | ------------------- | ------------- | ---------------- | ----------------- | --------- |
| Al-Aziz (904)   | SBN                 |               | 26. dubna 2021   | 2. listopadu 2022 | aktivní   |
| Al-Qahhar (905) | SBN                 |               | 16. srpna 2021   | 11. června 2023   | aktivní   |
| Al-Qadeer (909) | SBN                 | březen 2021   | 25. dubna 2022   | 31. prosince 2023 | aktivní   |
| Al-Jabbar (910) | Alexandria Shipyard |               | 4. prosince 2023 |                   | ve stavbě |

## Konstrukce

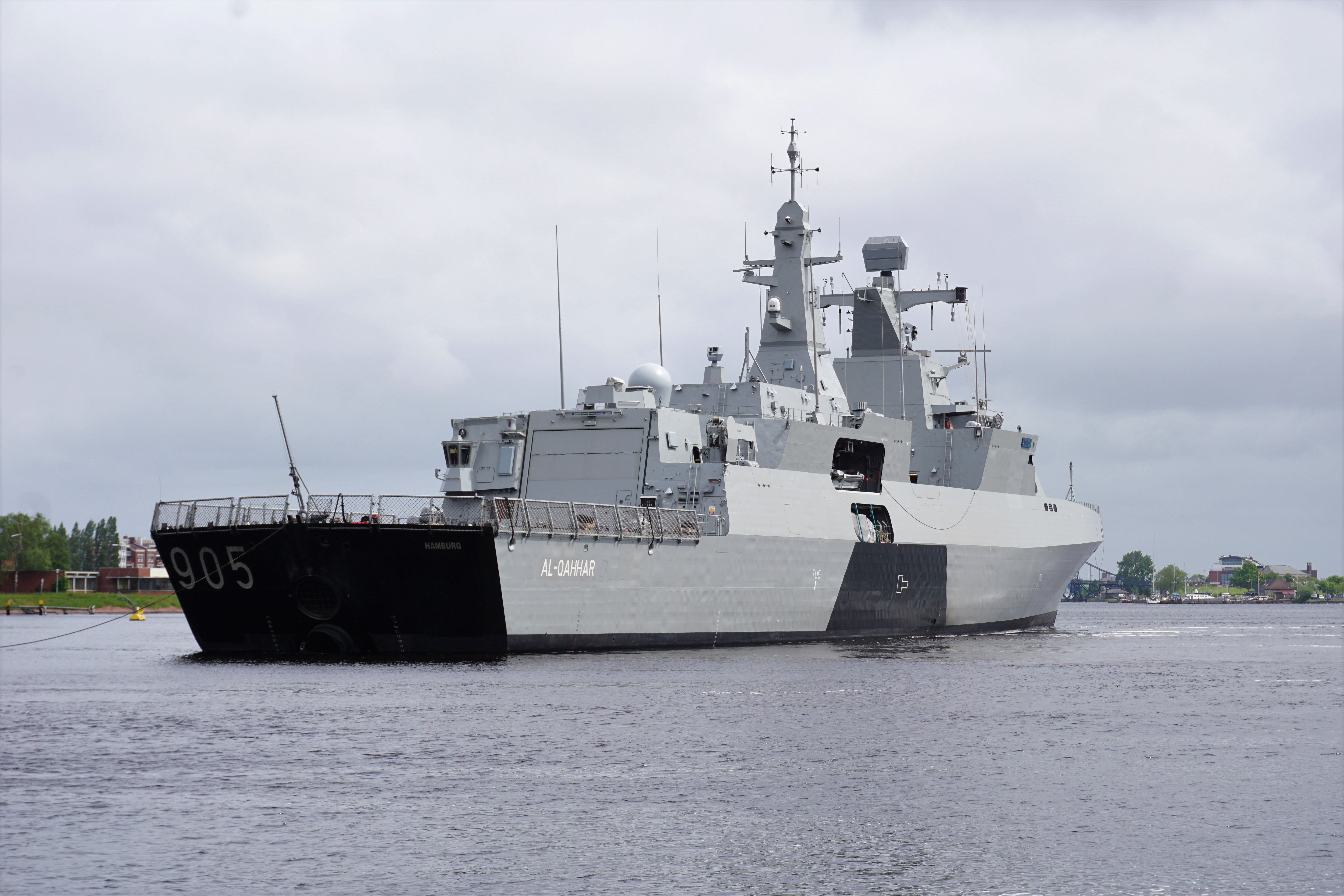
Al-Qahhar (905)

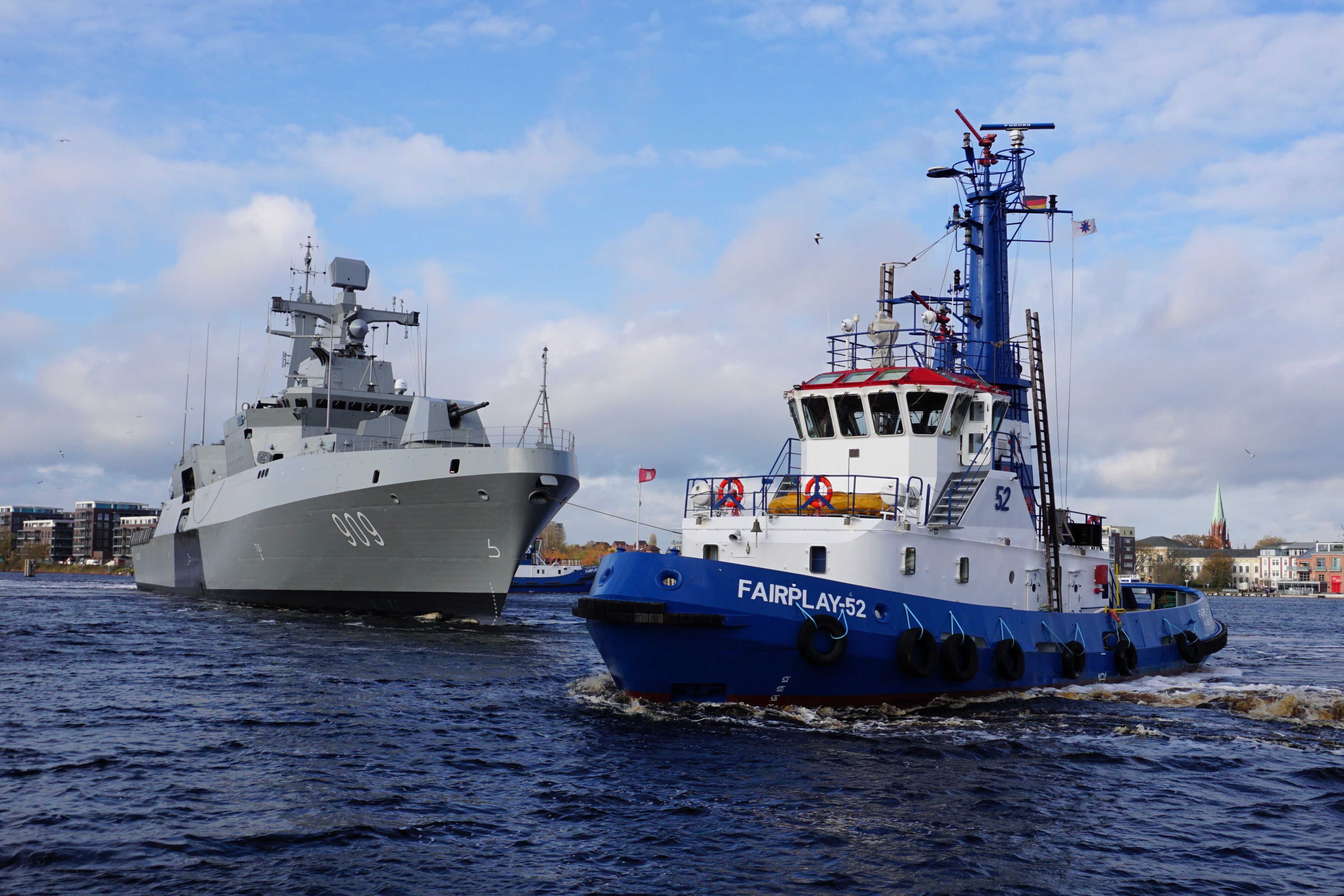
Al-Qadeer (909)

Fregaty jsou vybaveny vyhledávacím radarem Thales NS110 a vlečným sonarem. Hlavňovou výzbroj tvoří jeden 127mm kanón Otobreda v dělové věži na přídi, doplněný dvěma stabilizovanými dálkově ovládanými zbraňovými stanicemi Oerlikon Searanger 20 s 20mm kanónem Oerlikon KAE. Za hlavní výzbrojí se nachází 32násobné vertikální vypouštěcí silo pro protiletadlové řízené střely MICA NG. Údernou výzbroj představuje šestnáct protilodních střel Exocet MM40 Block 3. K ničení ponorek nesou také dva dvojité 324mm torpédomety pro protiponorková torpéda MU90 Impact či DM2A4 Seehecht a dvě salvová vrhače hlubinných pum. Na bocích trupu jsou umístěny dva rychlé čluny. Na zádi se nachází přistávací plocha a hangár až pro dva vrtulníky.
Pohonný systém je koncepce CODAG WARP, kombinující lodní šrouby s vodní tryskou (Water jet And Refined Propeller). Dva diesely MTU 16V 1163 TB93 roztáčejí dvojici lodních šroubů, přičemž v bojové situaci fregatu ještě pohání pomocí vodních trysek jedna plynová turbína General Electric LM2500. Nejvyšší rychlost dosahuje 28 uzlů. Dosah činí 7200 námořních mil při rychlosti 16 uzlů.